# Doubravice, Strakonice
Doubravice là một làng thuộc huyện Strakonice, vùng Jihočeský, Cộng hòa Séc.